# Водяна чума канадська
Водяна́ чума́ кана́дська, або елоде́я кана́дська (Elodea canadensis) — вид трав'янистих рослин з родини водокрасових (Hydrocharitaceae), поширений у південній Канаді та США.

## Опис
Багаторічна рослина 20–30(100) см завдовжки. Стебла занурені. Листки в кільцях переважно по 3. Рослина з тичинковими квітками на території України не трапляються. Жіночі квітки поодинокі, на довгій ніжці, досягають поверхні води; чашолистків 3, яйцюватих, зеленуватих або червонуватих; пелюсток 3, білих, округлих; маточок 3.

## Поширення
Поширений у південній Канаді та США; натуралізований у Європі, Єгипті, Австралії, Новій Зеландії, Азійській Росії, Пуерто-Рико. Населяє неглибокі, тихі або повільні, від приблизно нейтральних до основних води озер і річок.
В Україні зростає в повільних і стоячих водах. Швидко розмножується вегетативно й засмічує водойми — на більшій частині території крім Карпат, Прикарпаття і Криму.

## Галерея

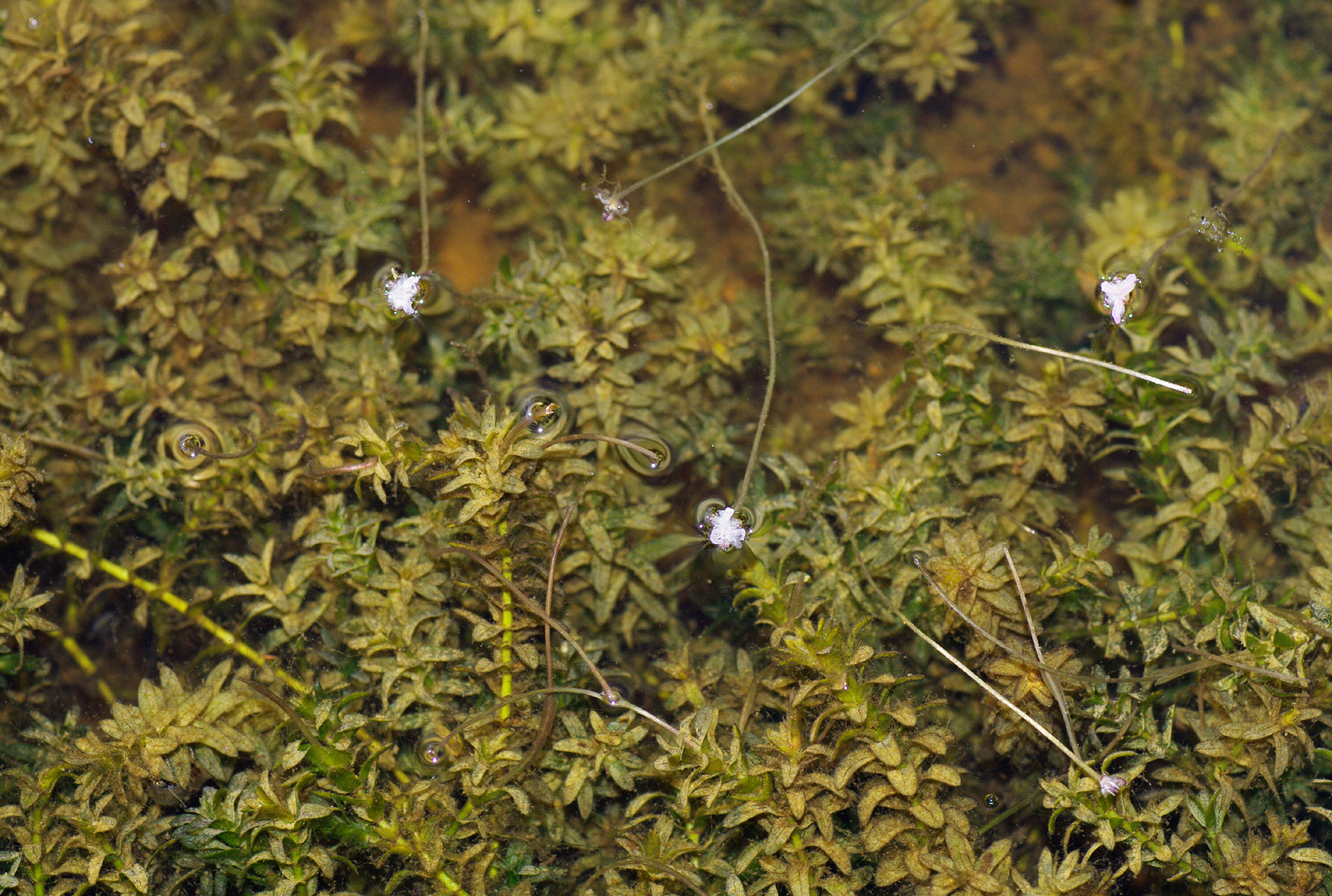
квітуча рослина в середовищі проживання
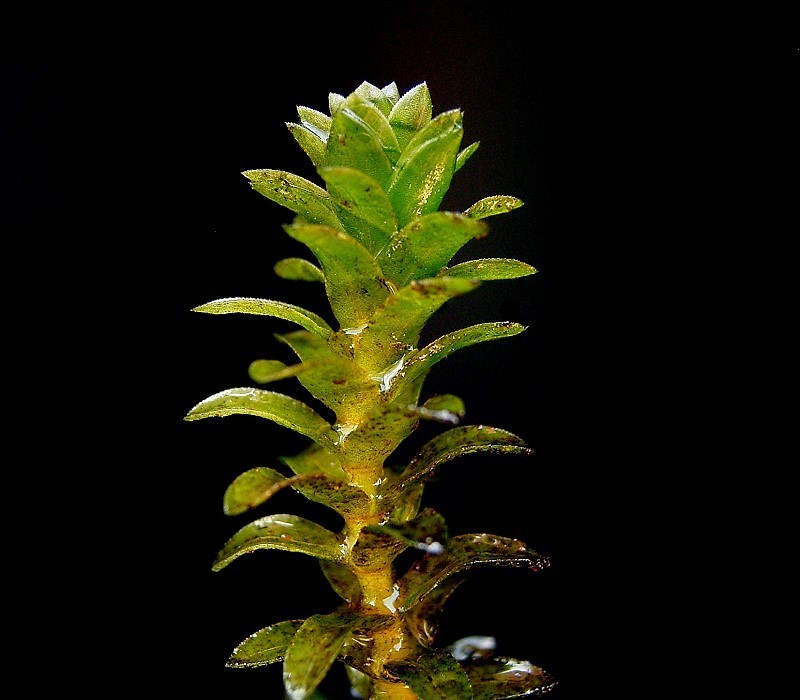
рослина
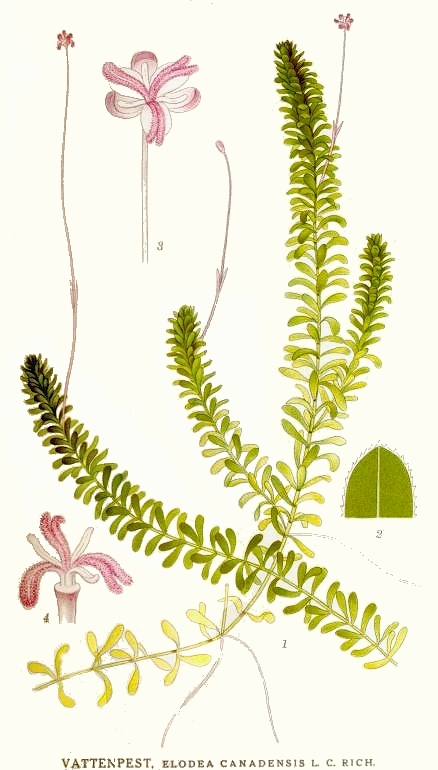
ілюстрація